# Venner Berg
Der Venner Berg ist ein 158 m ü. NHN hoher Berg im Kalkrieser Berg westlich von Ostercappeln-Venne in Niedersachsen.

## Lage und Erhebungen
Der überwiegend bewaldete und schildartige Kalkrieser Berg ist ein nördlich dem Hauptkamm vorgelagerter Teil des Wiehengebirges. Nur wenige der Erhebungen sind als markante Berge auszumachen und entsprechend benannt. Höchste Erhebung des Kalkrieser Berges ist der unbewaldete Venner Berg. Richtung Nordosten fällt das Gebiet in die Norddeutsche Tiefebene ab. Der Oberlauf eines rechten Zulaufs des Venner Mühlenbachs kann als Trennlinie zur Schmittenhöhe im Nordosten und Dornsberg bzw. dessen namenlosen westlichen Nebengipfel im Südosten angesehen werden. Insgesamt präsentiert sich der Kalkrieser Berg hier aber eher als Hügelland, in denen die Übergänge zu den genannten Bergen fließend sind. Über den Venner Berg verläuft die Weser-Ems-Wasserscheide: der nordöstliche Teil des Gebiets entwässert Richtung Ems; der südwestliche Teil fließt der Weser zu. Der Venner Berg weist die zweithöchste Dominanz im Wiehengebirge (nach der Einteilung des Handbuchs der naturräumlichen Gliederung Deutschlands) nach der Dominanz des Heidbrinks auf.

## Tourismus

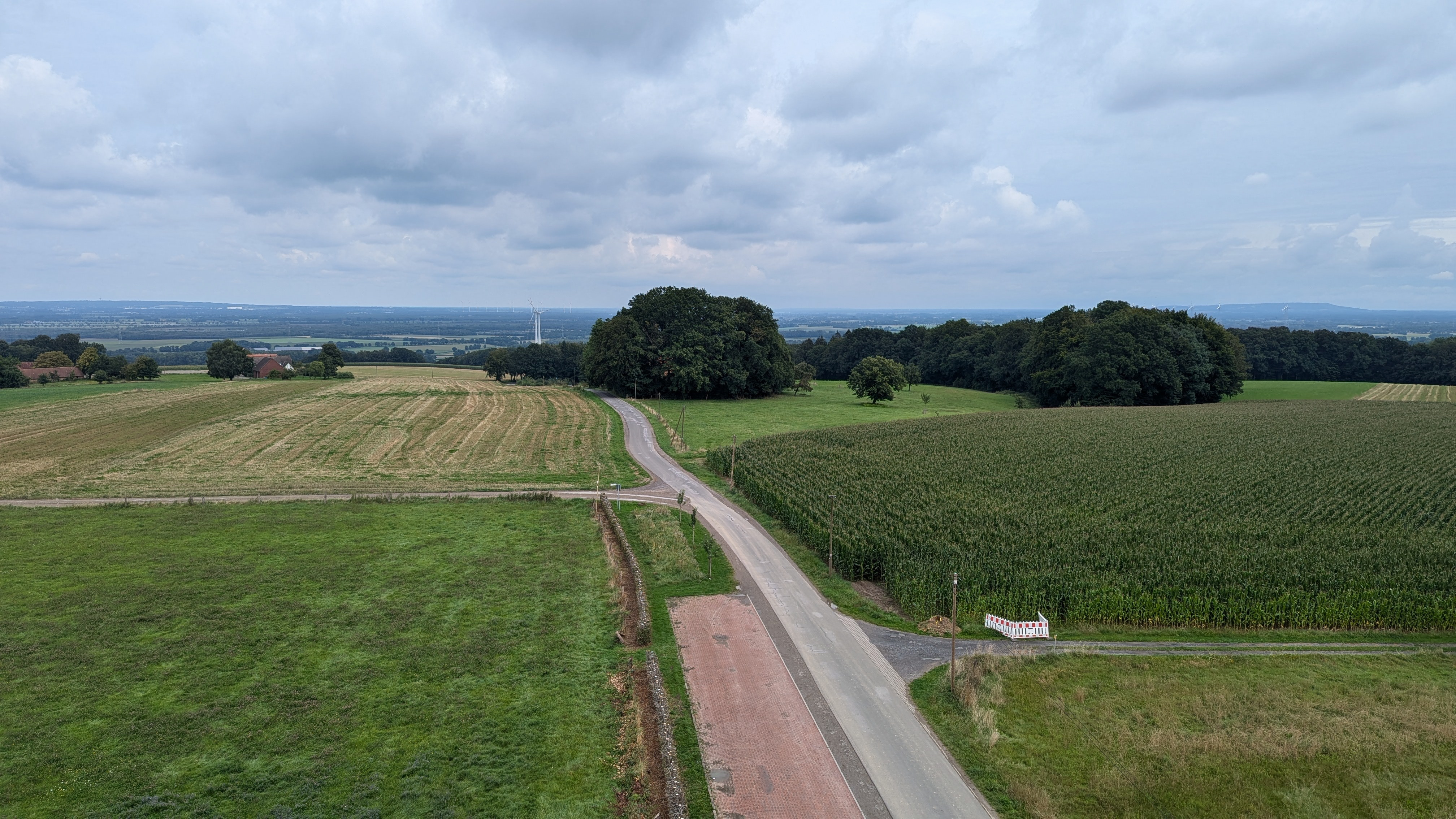
Blick vom Venner Turm in nordöstliche Richtung

Am Rand des Berges liegt das Gut Vorwalde. Auf dem Berg steht der rund 15 m hohe Aussichtsturm „Venner Turm“. Aufgrund der für das Wiehengebirge ungewöhnlich hohen Dominanz von rund 15 km reicht der Blick weit in alle Richtungen. Über den Venner Berg verlaufen der Arminiusweg, der Birkenweg, der DiVa Walk, der Mühlenweg am Wiehengebirge, der Pickerweg und die Via Baltica.